# 6月15日 (旧暦)
旧暦6月15日は旧暦6月の15日目である。六曜は友引である。

## できごと
- 元熙2年/永初元年（ユリウス暦420年7月11日） - 東晋の恭帝が劉裕（武帝）に禅譲。東晋が滅亡し宋が建国
- 承久3年（ユリウス暦1221年7月6日） - 承久の乱が終結
- 寛元4年（ユリウス暦1246年7月29日） - 道元が越前大佛寺を永平寺に改称
- 元治元年（グレゴリオ暦1864年7月18日） - 五稜郭が江戸幕府の箱館奉行所としての業務を開始

## 誕生日
- 天啓3年（グレゴリオ暦1623年7月2日） - 幸地賢忠、琉球王国の音楽家（+ 1684年）
- 慶安2年（グレゴリオ暦1649年7月24日） - 阿部正武、忍藩主（+ 1704年）
- 明和6年（グレゴリオ暦1769年7月18日） - 佐藤信淵、思想家･経世家（+ 1850年）
- 文政3年（グレゴリオ暦1820年7月24日） - 濱口梧陵、実業家・社会事業家（+ 1885年）

## 忌日
- 慶雲4年（ユリウス暦707年7月18日） - 文武天皇、42代天皇（* 683年）
- 仁治3年（ユリウス暦1242年7月14日） - 北条泰時、鎌倉幕府3代執権（* 1183年）
- 延宝6年（グレゴリオ暦1678年8月2日） - 東福門院（徳川和子）、後水尾天皇の中宮・徳川秀忠の子（* 1607年）
- 宝永2年（グレゴリオ暦1705年8月4日） - 北村季吟、歌人・俳人（* 1624年）

## 記念日・年中行事
- 沖縄の首里金城町には日本国の天然記念物である巨樹アカギがある。その根元には祠があり、旧暦6月15日に神が降り、願い事を聞き上げるとの言い伝えがある。
- 沖縄の六月ウマチー

旧暦6月15日を中心に行われる稲の収穫儀礼。拝所で神役を中心として祭祀が行われ、新米、神酒（米を発酵させた米ミキ）、五水（泡盛）が供えられる。この日に綱引きを行う地域も多い。